# 阿塞夫汗
阿布爾·哈桑·阿塞夫汗（Abu'l-Hasan Asaf Khan，約1569年—1641年6月12日）是蒙兀兒帝國皇帝賈漢吉爾的大維齊爾（首相），他從父親米爾扎·季亞斯·貝格去世後一直擔任該職位，直到沙賈汗即位為止。阿塞夫汗亦曾擔任過蒙兀兒帝國的最高行政官瓦基勒·穆特拉克，其最廣為人知的身份是沙賈汗王后慕塔芝·瑪哈的生父，同時他也是賈漢吉爾之妻努爾·賈漢的兄長，以及第六任莫臥兒皇帝奧朗則布的外祖父。

## 外部連結
- Lefèvre, Corinne. . Fleet, Kate; Krämer, Gudrun; Matringe, Denis; Nawas, John; Rowson, Everett  (编). . Brill Online. 2008. ISSN 1873-9830.
- History of Asaf Khan